# Батлер, Маркус
Ма́ркус Лло́йд Ба́тлер (англ. Marcus Lloyd Butler; род. 18 декабря 1991, Шорхэм-бай-Си, Западный Суссекс) — британский видеоблогер, известный благодаря своему одноименному каналу «Marcus Butler» (ранее «Marcus Butler TV»),  который насчитывает свыше 4,6 миллионов подписчиков, по состоянию на август 2017. Маркус также имеет второй канал «MoreMarcus», который в основном состоит из влогов и насчитывает свыше 1,9 миллионов подписчиков, по состоянию на август 2017.

## Жизнь
Маркус Батлер родился 18 декабря 1991 в Западном Суссексе, Великобритания. Блогер имеет свыше 2,8 миллионов читателей в Твиттере, и свыше 3,3 миллионов подписчиков в Инстаграме

## Карьера

### YouTube
Маркус Батлер освоил YouTube, создавая музыкальные и видео ремиксы, пока учился в колледже.
В 2010 году, по желанию своих зрителей, он создал свой канал на YouTube, который назвал "Murcus Butler TV. Батлер очень много снимал видео с другими популярными YouTube-блогерами, такими как: Джим Чапман, Алфи Дэйс, Каспар Ли, Тайлер Окли, Джо Сагг, Zoella, Коннор Франта, Лилли Сингх, Трой Сиван, Наоми Смарт (бывшая девушка Маркуса), Джоуи Грасеффа, Оли Уайт, Луиза Пентленд, Конор Мейнард и многие другие.
Основной канал Батлера на YouTube имеет более 4,5 миллионов подписчиков и более 290 миллионов просмотров, а по количеству подписок, канал расположился на 186 месте; второй канал «MoreMarcus» насчитывает более 1,5 млн подписчиков и свыше 140 миллионов просмотров.
Батлер был частью "YouTube Boyband" который собрал деньги на Comic Relief и был упомянут в «The Guardian».

### Телевидение
Батлер, вместе с Альфи Дэйсом, засветились в первом эпизоде 13-й серии «Ant & Dec’s Saturday Night Takeaway».
Маркус был кандидатом в выпуске Celebrity Masterchef, но вскоре был исключен.

## Упоминания
Батлер был упомянут авторитетным изданием The Telegraph, как одним из "самых влиятельных Британских пользователей Твиттера " в 2013 году.

## Личная жизнь
Маркус имел долгие отношение со знаменитым YouTube-блогером Наоми Смарт. Их отношения длились около 7 лет, но в 2015 году пара рассталась.
Маркус, Наоми и их друг Мэтт являются соучредителями Sourced Box . Бизнес предоставляет своим клиентам разнообразные здоровые закуски, так как Маркус и Найоми отдают своё предпочтение ЗОЖ. Фанаты были убиты горем, услышав об их расставании, ведь они даже придумали имя Narcus (как сокращение от «Niomi» и «Marcus»). В большинстве видео Батлера также присутствовала Наоми, так как они жили вместе, и это попадало в объектив камеры.
На данный момент Маркус встречается с немецкой моделью русского происхождения — Стефани Гизингер.

## Музыка
Батлер был частью «YouTube Boyband», группой, основанной на задачи заставить людей улыбаться. Также в группу входили: Джим Чапман, Альфи Дэйс, Джо Сагг и Каспар Ли. Бой-бенд собрал деньги для Comic Relief. 22 января 2016 года Батлер выпустил песню совместно с Конором Мейнардом, под названием «I’m Famous» (рус. «Я знаменит»). 
29 января 2016 года, песня вошла в UK Singles Chart и расположилась на 85 позиции.

### Синглы
| Название                                                        | Год  | Наивысшие позиции в чартах | Альбом |
| Название                                                        | Год  | Великобритания             | Альбом |
| --------------------------------------------------------------- | ---- | -------------------------- | ------ |
| «I’m Famous» (с участием Конор Мейнард)                         | 2016 | 85                         |        |
| «—» означает сингл, который не попал в чарт или не был выпущен. |      |                            |        |